# Duplo twist esticado
O Duplo Twist Esticado, chamado Dos Santos II é um salto utilizado na Ginástica Artística. A manobra foi apresentada primeiramente ao mundo pela ginasta brasileira, Daiane dos Santos nos Jogos Olímpicos de Verão de 2004, em Atenas. Foi o segundo salto criado pela ginasta, sendo o primeiro o duplo twist carpado.